# Maciej Widawski
Maciej Rafał Widawski – polski filolog, doktor habilitowany nauk humanistycznych, profesor.

## Życiorys
W 1992 ukończył studia filologiczne na Uniwersytecie Gdańskim, a później, na tym samym uniwersytecie, 7 listopada 1996 obronił pracę doktorską Socjolingwistyczne aspekty slangu amerykańskiego, zaś 29 listopada 2004 habilitował się na podstawie pracy zatytułowanej Anatomia slangu amerykańskiego. 16 czerwca 2015 uzyskał tytuł profesora nauk humanistycznych. Został zatrudniony na stanowisku profesora i kierownika w Katedrze Języka Angielskiego na Wydziale Językoznawstwa Uniwersytetu Kazimierza Wielkiego.
Był profesorem nadzwyczajnym w Instytucie Anglistyki i Amerykanistyki na Wydziale Filologicznym Uniwersytetu Gdańskiego, w Instytucie Anglistyki Społecznej Akademii Nauk, oraz w Instytucie Neofilologii na Wydziale Filologicznym i Historycznym Akademii Pomorskiej w Słupsku.
Awansował na stanowisko profesora zwyczajnego w Instytucie Neofilologii i Lingwistyki Stosowanej na Wydziale Humanistycznym Uniwersytetu Kazimierza Wielkiego i w Wyższej Szkole Bankowej w Gdańsku.
Pracował w służbie dyplomatycznej. Publikował w wydawnictwie Cambridge University Press w Wielkiej Brytanii oraz w USA.

## Publikacje
- Maciej Widawski, Słownik slangu & potocznej angielszczyzny, Gdańsk, Slan Books, 1992, ISBN 83-900546-0-4[7]
- Maciej Widawski, The fucktionary: słownik wyrażeń z fuck, Gdańsk; Elbląg, Wydawnictwo Comprendo Publishing, 1994[8]
- Maciej Widawski, Philip Goss, A Handbook of American English Pronunciation, Gdańsk, Wydawnictwo Uniwersytetu Gdańskiego, 1995, ISBN 83-7017-622-4.
- Maciej Widawski, The Polish-English Dictionary of Slang and Colloquialism, New York, Hippocrene Books, 1998, ISBN 0-7818-0570-8.
- Maciej Widawski, Słownik angielszczyzny amerykańskiej, Warszawa; Chicago, Ex Libris Galeria Polskiej Książki, 2004, ISBN 83-89351-33-1.
- Maciej Widawski, Słownik angielszczyzny brytyjskiej, Warszawa; Chicago, „Ex Libris” – Galeria Polskiej Książki, 2004, ISBN 83-89351-38-2.
- Maciej Widawski, Małgorzata Kowalczyk, Kontrastywny słownik amerykanizmów i brytycyzmów, Kraków, Krakowskie Towarzystwo Popularyzowania Wiedzy o Komunikacji Językowej „Tertium”, 2009, ISBN 978-83-925728-7-9[9]
- Maciej Widawski and Małgorzata Kowalczyk, The Dictionary of City Names in American Slang, Frankfurt am Main; Bern etc.: P. Lang, 2011, ISBN 978-3-631-60767-1[10]
- Maciej Widawski & Małgorzata Kowalczyk, Black lexicon: leksyka angielszczyzny afroamerykańskiej, Gdańsk, Wydawnictwo Uniwersytetu Gdańskiego, 2012, ISBN 978-83-7326-869-2[11]
- Maciej Widawski, Yinglish: jidyszyzmy w angielszczyźnie amerykańskiej, Gdańsk, Wydawnictwo Uniwersytetu Gdańskiego, 2012, ISBN 978-83-7865-005-8[12]
- Maciej Widawski, African American Slang: a Linguistic Description, Cambridge, Cambridge Unuversity Press, 2015, ISBN 978-1-107-07417-0[5]
- Maciej Widawski & Małgorzata Kowalczyk, The Dictionary of Spanish Loanwords in American Slang, Gdańsk, Wydawnictwo Uniwersytetu Gdańskiego, 2015, ISBN 978-83-7865-293-9.
- Małgorzata Kowalczyk, Maciej Widawski. Podstawowy słownik potocznych frazeologizmów brytyjskich, Wrocław, Wydawnictwo Naukowe Dolnośląskiej Szkoły Wyższej, 2021, ISBN 978-83-65408-51-8[13]
- Małgorzata Kowalczyk, Maciej Widawski. Podstawowy słownik potocznych frazeologizmów amerykańskich, Wrocław, Wydawnictwo Naukowe Dolnośląskiej Szkoły Wyższej, 2021, ISBN 978-83-65408-52-5[14]